# Cracidae
I Cracidi (Cracidae Rafinesque, 1815) sono una famiglia di uccelli appartenenti all'ordine Galliformes, distribuiti nelle regioni a clima tropicale e subtropicale dell'America centrale e del Sud America.

## Descrizione
I cracidi sono uccelli di medio-grosse dimensioni, del tutto simili nell'aspetto a dei tacchini. I guan e gli hocco vivono nelle foreste, mentre i ciacialaca, di dimensioni minori, sono più frequenti in zone più aperte con numerosi cespugli. Parecchie specie sono dotate di una coda piuttosto lunga, che li aiuta come un timone mentre si spostano velocemente tra un albero e l'altro.
La maggior parte ha piumaggi spenti, ma gli hocco e alcuni guan sono provvisti di appariscenti colorazioni facciali. Questi uccelli hanno canti del tutto caratteristici e i ciacialaca in modo particolare vengono chiamati in questo modo proprio per i loro versi. 
Le dimensioni dei cracidi variano tra i 38 cm del ciacialaca minore (Ortalis motmot) e i 70-90 cm del crace maggiore (Crax rubra).

## Biologia
Si nutrono di frutti, insetti e vermi. Il nido viene costruito sugli alberi, all'interno del quale vengono deposte due o tre grosse uova bianche, che di solito sono covate solo dalla femmina. I pulcini sono autonomi appena escono dall'uovo e subito cercano riparo tra i rami dell'albero sul quale si trova il nido e dopo pochi giorni dalla schiusa sono già capaci di volare.

## Sistematica
I Cracidi sono un antico gruppo vicino tassonomicamente ai Megapodiidae della regione australasiatica. Sono a volte considerati assieme a questi ultimi come un ordine a sé stante, i Craciformes, ma tale orientamento non è supportato dalle recenti ricerche, che invece fanno ben apparire questo gruppo come una linea filetica basale dei Galliformes. 

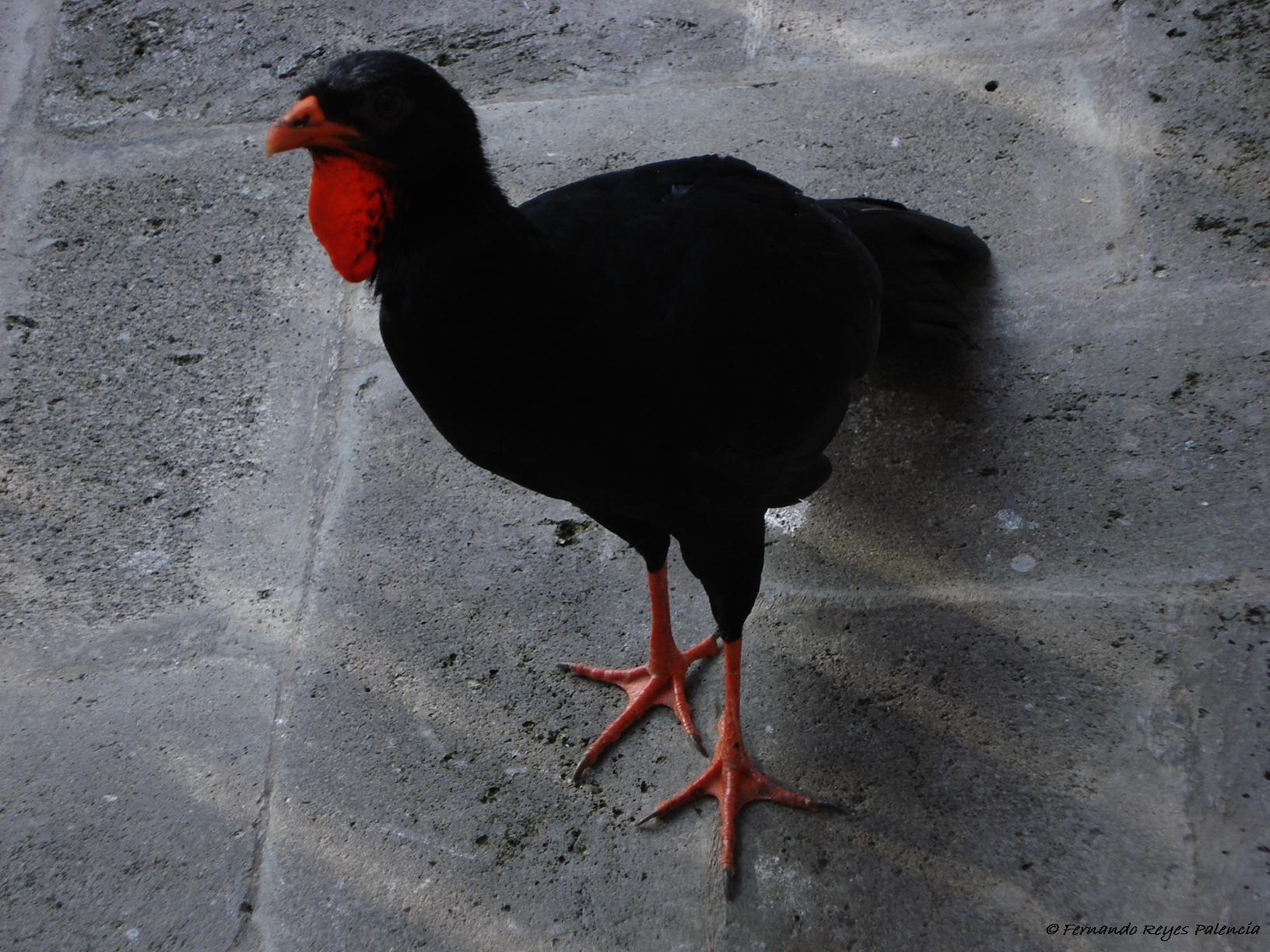
Guan delle alture (Penelopina nigra)

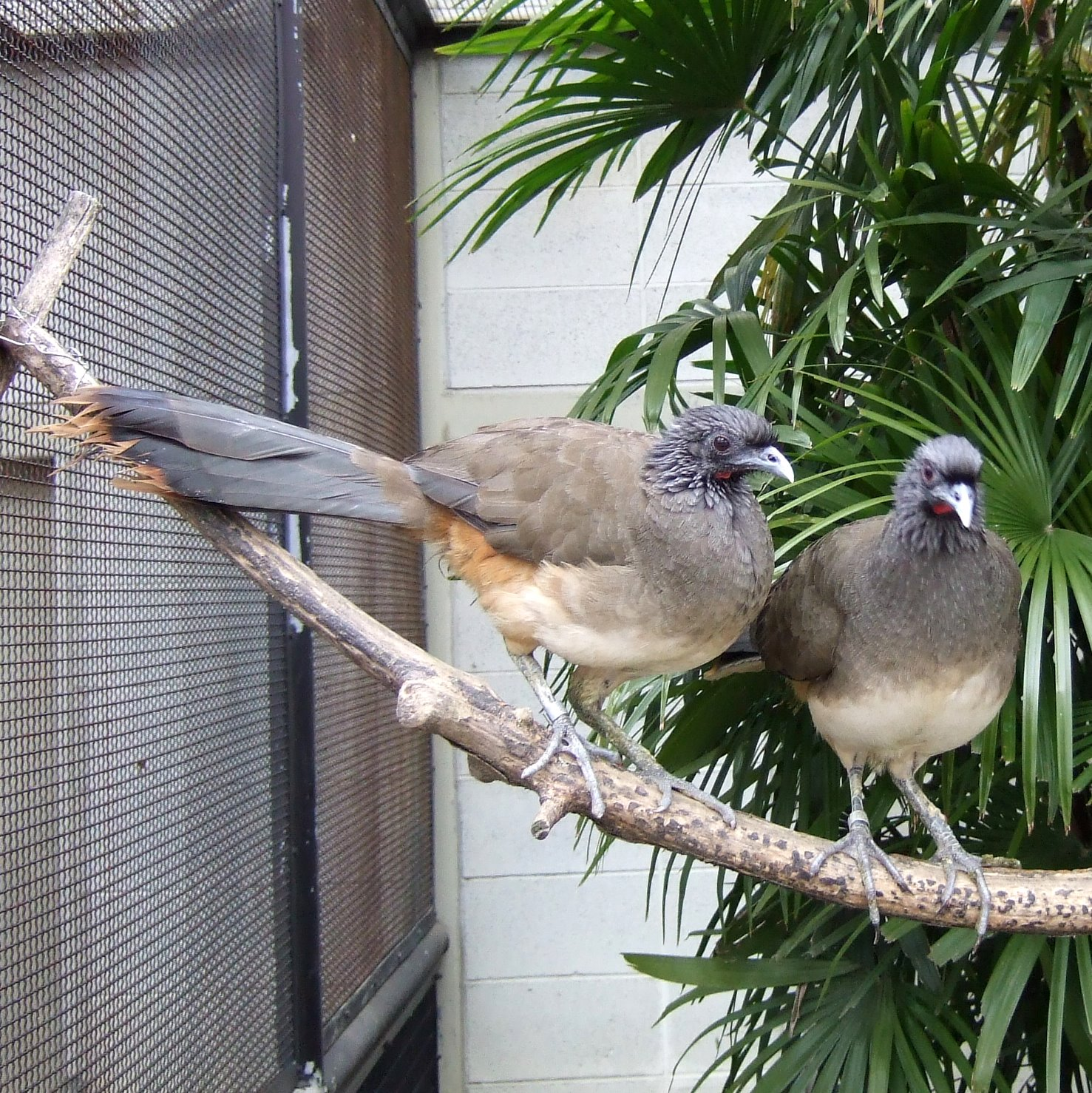
Ciacialaca disadorno (Ortalis vetula)

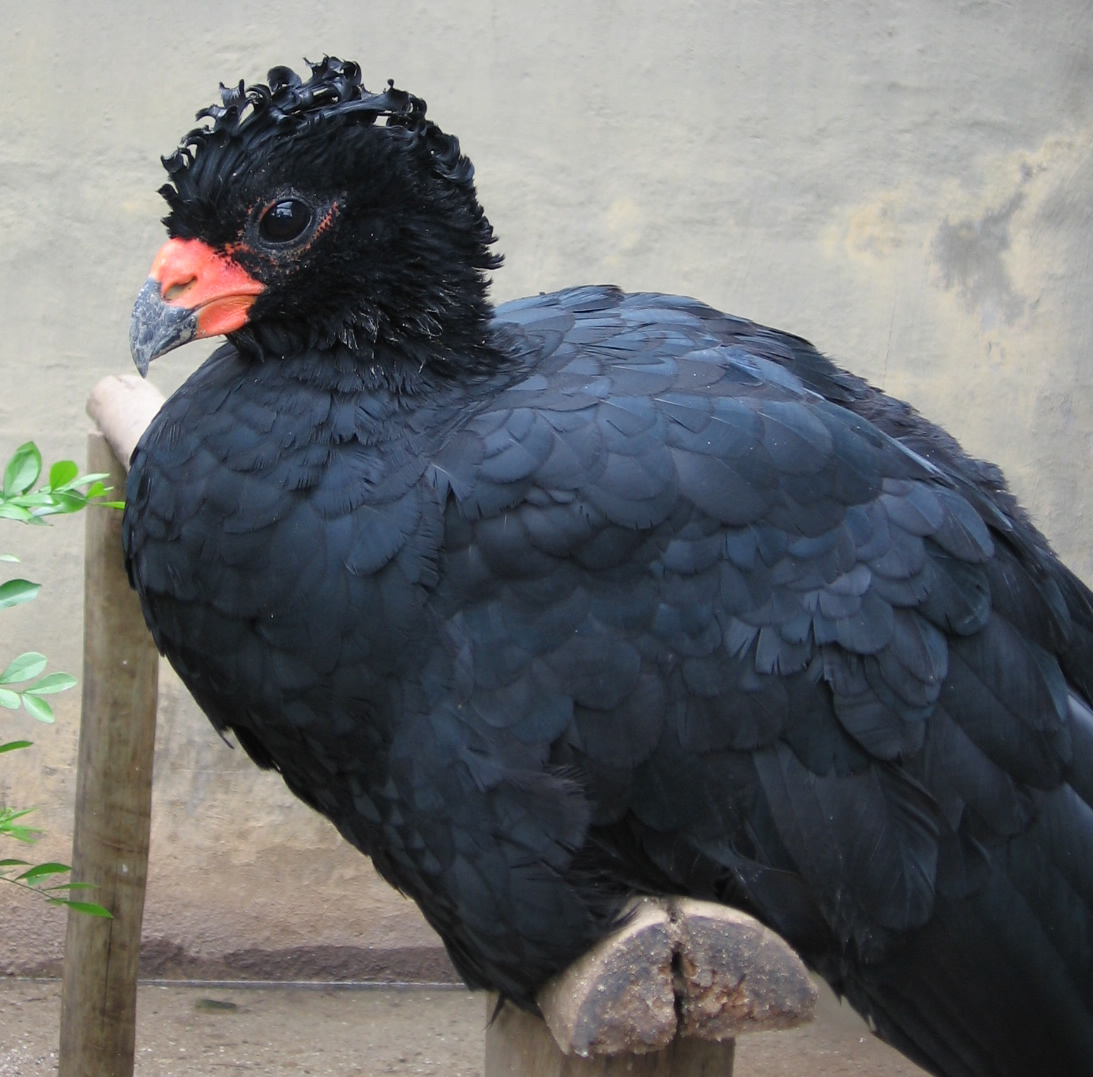
Hocco beccorosso (Crax blumenbachii)

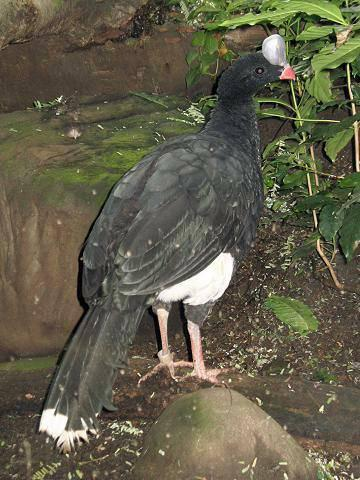
Hocco dall'elmo (Pauxi pauxi)

La famiglia comprende le seguenti specie:
- Sottofamiglia Penelopinae
  - Genere Ortalis Merrem, 1786
    - Ortalis vetula (Wagler, 1830) - ciacialaca disadorno
    - Ortalis cinereiceps G.R.Gray, 1867 - ciacialaca testagrigia
    - Ortalis garrula (Humboldt, 1805) - ciacialaca alicastane
    - Ortalis ruficauda Jardine, 1847 - ciacialaca culorossiccio
    - Ortalis erythroptera P.L.Sclater & Salvin, 1870 - ciacialaca testarossiccia
    - Ortalis wagleri G.R.Gray, 1867 - ciacialaca panciarossiccia
    - Ortalis poliocephala (Wagler, 1830) - ciacialaca occidentale
    - Ortalis canicollis (Wagler, 1830) - ciacialaca del chaco
    - Ortalis leucogastra (Gould, 1843) - ciacialaca panciabianca
    - Ortalis guttata (von Spix, 1825) - ciacialaca marezzato
    - Ortalis araucuan (von Spix, 1825) - ciacialaca brasiliano
    - Ortalis squamata Lesson, 1829 - ciacialaca squamato
    - Ortalis columbiana Hellmayr, 1906 - ciacialaca colombiano
    - Ortalis motmot (Linnaeus, 1766) - ciacialaca minore
    - Ortalis ruficeps (Wagler, 1830) - ciacialaca testacastana
    - Ortalis superciliaris G.R.Gray, 1867 - ciacialaca cigliacamoscio

  - Genere Penelope Merrem, 1786
    - Penelope argyrotis (Bonaparte, 1856) - guan codafasciata
    - Penelope barbata Chapman, 1921 - guan barbuto
    - Penelope ortoni Salvin, 1874 - guan di Baudò
    - Penelope montagnii (Bonaparte, 1856) - guan delle Ande
    - Penelope marail (Statius Müller, 1776) - guan marail
    - Penelope superciliaris Temminck, 1815 - guan alirossicce
    - Penelope dabbenei Hellmayr & Conover, 1942 - guan facciarossa
    - Penelope purpurascens Wagler, 1830 - guan crestato
    - Penelope perspicax Bangs, 1911 - guan di Cauca
    - Penelope albipennis Taczanowski, 1878 - guan alibianche
    - Penelope jacquacu von Spix, 1825 - guan di Spix
    - Penelope obscura Temminck, 1815 - guan zampescure
    - Penelope pileata Wagler, 1830 - guan crestabianca
    - Penelope ochrogaster Pelzeln, 1870 - guan panciacastana
    - Penelope jacucaca von Spix, 1825 - guan cigliabianche

  - Genere Pipile Bonaparte, 1856
    - Pipile pipile (Jacquin, 1784) - guan fischiatore di Trinidad
    - Pipile cumanensis (Jacquin, 1784) - guan fischiatore golablu
    - Pipile grayi (Pelzeln, 1870) - guan fischiatore golabianca
    - Pipile cujubi (Pelzeln, 1858) - guan fischiatore golarossa
    - Pipile jacutinga (von Spix, 1825) - guan fischiatore frontenera

  - Genere Aburria Reichenbach, 1853
    - Aburria aburri (Lesson, 1828) - guan dal bargiglio

  - Genere Chamaepetes Wagler, 1832
    - Chamaepetes goudotii (Lesson, 1828) - guan alifalcate
    - Chamaepetes unicolor Salvin, 1867 - guan nero

  - Genere Penelopina Reichenbach, 1861
    - Penelopina nigra (Fraser, 1852) - guan delle alture
- Sottofamiglia Oreophasinae
  - Genere Oreophasis G.R.Gray, 1844
    - Oreophasis derbianus G.R.Gray, 1844 - crace di Derby
- Sottofamiglia Cracinae
  - Genere Nothocrax Burmeister, 1856
    - Nothocrax urumutum (von Spix, 1825) - crace notturno

  - Genere Mitu R.Lesson, 1831
    - Mitu tomentosum (von Spix, 1825) - hocco senzacresta
    - Mitu salvini Reinhardt, 1879 - hocco di Salvin
    - Mitu tuberosum (von Spix, 1825) - hocco becco a rasoio
    - Mitu mitu (Linnaeus, 1766) - hocco di Alagoas

  - Genere Pauxi Temminck, 1813
    - Pauxi pauxi (Linnaeus, 1766) - crace dall'elmo
    - Pauxi unicornis Bond & Meyer de Schauensee, 1939 - crace cornuto
    - Pauxi koepckeae Weske & Terborgh, 1971 - crace di Koepcke

  - Genere Crax Linnaeus, 1758
    - Crax rubra Linnaeus, 1758 - crace maggiore
    - Crax alberti Fraser, 1852 - crace beccazzurro
    - Crax daubentoni G.R.Gray, 1867 - crace beccogiallo
    - Crax alector Linnaeus, 1766 - crace nero
    - Crax globulosa von Spix, 1825 - crace dai bargigli
    - Crax fasciolata von Spix, 1825 - crace faccianuda
    - Crax blumenbachii von Spix, 1825 - crace beccorosso